# Historia Rut

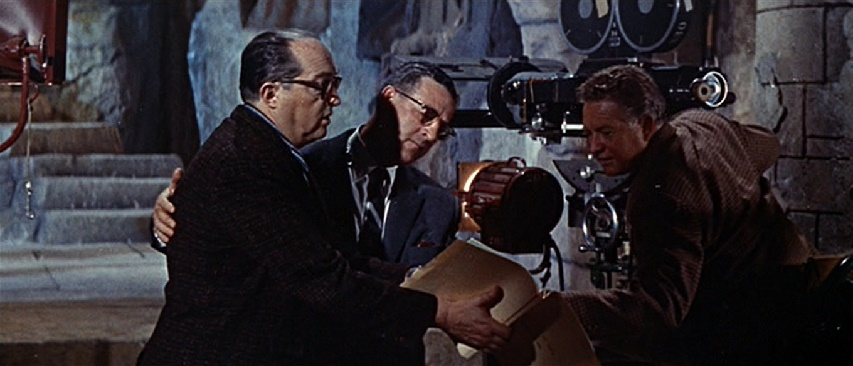
Zdjęcie z planu filmowego – od lewej: reżyser Henry Koster, producent Samuel G. Engel, operator Arthur E. Arling

Historia Rut (org. The Story of Ruth) – dramat kostiumowy z 1960 roku w reż. Henry Kostera. Film luźno oparty na historii biblijnej (Księdze Rut).

## Opis fabuły
Tytułowa Rut to piękna kapłanka, Moabitka, która jako dziecko została sprzedana przez swojego ojca (który nie był w stanie wyżywić rodziny) na służbę bóstwu imieniem Kemosz. Pewnego dnia podczas przygotowań do złożenia ofiary bóstwu z małej dziewczynki, Rut spotyka Judejczyka Mahlona, który opowiada jej o Bogu imieniem Jehowa i jego dziesięciu przykazaniach danym ludziom. Pod wpływem Mahlona Rut zaczyna nabierać wątpliwości co do słuszności swojej kapłańskiej służby. Kiedy jej podopieczna, kilkuletnia dziewczynka zostaje złożona na ołtarzu ofiarnym Kemosza, Rut głośno protestuje. Karą dla niej jest półroczne odosobnienie i degradacja w hierarchii służebnic Kemosza, natomiast Mahlon wraz z męskimi członkami rodziny zostaje aresztowany. W więzieniu, podczas bójki ze strażnikami ginie jego ojciec Elimelek i brat Kilion, a sam Mahlon, jako religijny podżegacz zostaje zesłany do kamieniołomów. Jednak Rut i Mahlona łączy już namiętne uczucie miłości. Gdy Rut otrzymuje propozycję powrotu do dawnej pozycji w hierarchii służek Kemosza, udaje skruchę i przyjmuje ją, a odzyskując wolność odnajduje matkę (Noemi) i siostrę (Orpę) Mahlona. Oferuje im pomoc w uwolnieniu ukochanego. Jednak podczas próby ucieczki z kamieniołomów Mahlon zostaje śmiertelnie ranny. Zanim umiera poślubia Rut.
Ścigane przez żołnierzy króla Moabitów Rut i Noemi uciekają szczęśliwe do Betlejem. Obydwie kobiety nie mają łatwego życia ze względu na przeszłość Rut – jako Moabitka i była kapłanka Kemosza spotyka się z jawną wrogością Judejczyków, dla których jest przedstawicielką wrogiego ludu i nieakceptowanej religii. Aby przeżyć, Rut korzysta z przywileju biednych i wdów polegającym na prawie do zbierania kłosów na ściernisku. Podczas tej pracy, pewnego dnia dostrzega ją na swoim polu zamożny właściciel imieniem Booz. Jest to daleki krewny Noemi. Piękna Rut od razu wpada mu w oko. Mężczyzna jest zbyt dumny aby pomagać Rut, a ona zbyt dumna aby pomoc tę przyjąć. Jednak Booz wspiera kobiety poprzez swojego krewniaka Toba, który dostarcza nieświadomym niczego niewiastom żywność. Kiedy wrogość mieszkańców Betlejem wobec Rut sięga zenitu, Booz staje w jej obronie, a następnie wyjawia jej swoje uczucia, które są odwzajemnione. Jednak Rut zostaje oskarżona o bałwochwalstwo i postawiona przed sądem rady starszych. Pomimo fałszywych świadectw agentów króla Moabitów jej niezłomna postawa oparta na mówieniu prawdy przynosi jej uniewinnienie. Nic już zdaje się nie stać na przeszkodzie do zawarcia małżeństwa pomiędzy Boozem a Rut. Jednak Tob, korzystając z prawa do poślubienia wdowy jako bliższy niż Booz krewny, zamierza to uczynić. Podczas święta polonów ogłasza ich zaręczyny. Jednak za radą Noemi, Rut podczas uroczystości  weselnej publicznie oświadcza, że wcześniej miała schadzkę z Boozem (chociaż obydwoje wyznali sobie tylko miłość). Tob przekonany o jej niewierności i posłuszny zwyczajom wyrzeka się Rut, która z kolei poślubia Booza. Ze związku tego w trzecim pokoleniu narodzi się król Dawid.

## Obsada aktorska
- Stuart Whitman – Booz
- Tom Tryon – Mahlon
- Peggy Wood – Noemi
- Viveca Lindfors – Eleilat
- Jeff Morrow – Tob
- Elana Eden – Rut
- Thayer David – Hedak
- Les Tremayne – Elimelek
- Eduard Franz – Joram
- Leo Fuchs – Sochin
- Lili Valenty – Kira
- John Gabriel – Kilion
- Ziva Rodann – Orpa
- Basil Ruysdael – Szanmah
- John Banner – król Moabitów
- Adelina Pedroza – Iduma
- Daphna Einhorn – Teba
- Sara Taft – Eska
- Jean Inness – Haga
- Berry Kroeger – Hupim
- Jon Silo – Tacher
- Don Diamond – Jomar

i inni.